# Канастота (Нью-Йорк)
Канастота (англ. Canastota) — селище (англ. village) в США, в окрузі Медісон штату Нью-Йорк. Населення — 4556 осіб (2020).

## Географія
Канастота розташована за координатами 43°5′3″ пн. ш. 75°45′20″ зх. д. / 43.08417° пн. ш. 75.75556° зх. д. (43.084149, -75.755495).  За даними Бюро перепису населення США в 2010 році селище мало площу 8,69 км², з яких 8,68 км² — суходіл та 0,01 км² — водойми.

## Демографія
Згідно з переписом 2010 року, у селищі мешкали 4804 особи в 1963 домогосподарствах у складі 1271 родини. Густота населення становила 553 особи/км².  Було 2099 помешкань (242/км²).
Расовий склад населення:
| - 95,9 % — білих - 1,0 % — чорних або афроамериканців - 0,5 % — корінних американців - 0,5 % — азіатів |

До двох чи більше рас належало 1,7 %. Частка іспаномовних становила 2,0 % від усіх жителів.
За віковим діапазоном населення розподілялося таким чином: 25,9 % — особи молодші 18 років, 58,7 % — особи у віці 18—64 років, 15,4 % — особи у віці 65 років та старші. Медіана віку мешканця становила 37,2 року. На 100 осіб жіночої статі у селищі припадало 92,0 чоловіків;  на 100 жінок у віці від 18 років та старших — 87,4 чоловіків також старших 18 років.
Середній дохід на одне домашнє господарство  становив 58 868 доларів США (медіана — 47 431), а середній дохід на одну сім'ю — 72 789 доларів (медіана — 61 883). Медіана доходів становила 45 966 доларів для чоловіків та 34 129 доларів для жінок. За межею бідності перебувало 16,2 % осіб, у тому числі 25,3 % дітей у віці до 18 років та 19,7 % осіб у віці 65 років та старших.
Цивільне працевлаштоване населення становило 2316 осіб. Основні галузі зайнятості: освіта, охорона здоров'я та соціальна допомога — 19,9 %, роздрібна торгівля — 18,3 %, науковці, спеціалісти, менеджери — 10,7 %, виробництво — 10,1 %.